# Comitato centrale delle milizie antifasciste
Il Comitato centrale delle milizie antifasciste (Comité Central de Milicias Antifascistas) fu un organismo politico creato il 21 luglio 1936 a Barcellona per gestire la crisi che aveva investito la città dopo il tentato golpe del generale Francisco Franco agli albori della Guerra civile spagnola.
L'organismo era composto 5 membri anarchici (3 della CNT e 2 della FAI), 3 della Sinistra Repubblicana e uno rispettivamente del POUM (Partido Obrero de Unificación Marxista), della Unione Socialista, della Unione dei Rabassaires e della Azione Catalana. Il comitato prese in mano la città, organizzando le occupazioni e togliendo il potere sostanziale alla Generalitat catalana. Molti dei suoi militanti partirono immediatamente per andare a combattere in Aragona.
Il comitato cessò di esistere il 26 settembre dello stesso anno, quando si sciolse riconsegnando il controllo della città alla Generalitat.
Il periodo in cui la città di Barcellona fu sotto il controllo di questo organismo (ampiamente descritto da George Orwell nella sua opera Omaggio alla Catalogna) è considerato da molti come uno dei pochi momenti in cui, dopo la vittoria del Fronte Popolare, si tentò un processo realmente rivoluzionario. Questo processo, che cominciò a declinare subito dopo la riconsegna del potere alla Generalitat, terminò cruentemente con le Giornate di Maggio del 1937, con arresti di massa nei confronti degli anarchici e il pieno controllo da parte del PSUC (Partit Socialista Unificat de Catalunya), controllato dal Partito Comunista e dai sovietici.